# 後藤まみ
後藤 まみ（ごとう まみ、1981年2月20日 - ）は、日本のAV女優。身長：163cm、スリーサイズは83-60-89。血液型はO型。

## 略歴
東京都出身。初体験は14歳の時に3歳上の彼氏と、ラブホテルに行くお金がなかったため、マンションの階段で行っている。16歳の時にバイト先の店長（43歳）とのSEXで初めてイッた。AVデビュー前の男性経験は30人から50人の間。あるAV監督に会った際には、「豊丸のようなSEXをすると思った。」と言われている。
2001年に東京スポーツ映画大賞 第1回ビートたけしのエンターテインメント賞主演AV女優賞受賞。
2012年のAV30周年記念を記念した「AV女優100人 2 伝説&現役のトップ女優たち」で100人の1人として選ばれている。

## 出演作品
2000年
- とってもLOVELY（5月30日、アトラス）
- 恋のダンスナイト（6月30日、アトラス）
- 淫・マイ・ライフ（7月21日、アトラス）
- NEO出血大制服63（10月20日、アトラス）
- 後藤まみ　プライバシー（11月17日、アトラス）

2001年
- ビージーン 11（3月24日、桃太郎映像出版）
- ドリームシャワー（4月6日、ワープエンタテインメント）
- Wild Thing!（4月25日、桃太郎映像出版）
- 「痴」女優 28（4月27日、ワープエンタテインメント）
- 全裸パコパコ（5月1日、MOODYZ）共演:北村うるか
- ごまみるく（6月8日、ワープエンタテインメント）共演:浅倉みるく
- 射激祭 in ごまみ 抜かれた21人の息子たち（6月13日、アトラス）
- 集団ぶっかけ / 集団痴女（7月1日、MOODYZ）共演:北条香理、井上千尋
- ドリーム学園 2（8月1日、MOODYZ）共演:金沢文子、岡崎美女、泉星香、水野奈菜、藤丸らん、倉本安奈、白崎めぐみ
- 逆ナンパDVD 後藤まみが行く池袋編（9月1日、桃太郎映像）
- Pretty（9月15日、エクストリーム）
- ごまみるく（11月21日、ワープエンタテインメント）他出演:浅倉みるく
- 聖しこの夜 6（2001年12月1日、エクストリーム）他出演:奥菜亜美、海野はるか、坂巻リオナ
- ラビリンス REMIX（12月14日、エクストリーム）他出演:高野まりえ
- 桃太郎 THE BEST 女優2（12月15日、桃太郎映像）他出演:小早川まりん、三木亜美、倉木えみ

2002年
- コスプレックス（2月1日、桃太郎映像出版）
- 私立スペルマ学園（2月8日、みるきぃぷりん♪）
- 桃の缶詰（4月17日、桃太郎映像出版）他出演:鈴木ゆきの、椎名みなみ、秋本美鈴、秋吉里香
- Super Nude VOL.2（5月17日、デジタルドリーム）他出演:日吉亜衣
- STAR BOX（5月22日、ワープエンタテインメント）
- 「痴」女優（6月19日、ワープエンタテインメント）
- ドリームシャワー（7月17日、ワープエンタテインメント）
- 6人のナースを淫診する!（8月7日、エクストリーム）他出演:吉田あゆみ、吉澤ななこ、上原千夏（平良ゆう）、青山美穂、宝生奈々
- 夏祭り!ゆかた美人大集合 3（8月10日、桃太郎映像出版）他出演:池乃内るり、沢木萌 、小山りかこ、高見涼
- Wild Thing！ collection（9月20日、桃太郎映像）他出演:宝生奈々
- 集団ぶっかけ/集団痴女（11月21日、MAT）共演:井上千尋、北条香理

2003年
- IDOL VIRTUAL DATE *AV女優のプライベートセックス*（8月22日、春風企画）他出演:ともさかちひろ、冴嶋みどり
- CLUB DANCER 〜クラブで踊る女たち〜（10月1日、MOODYZ）他出演:泉星香、北村うるか、澤宮有希

2004年
- NEO出血大制服 ノーカット VOL.10（2月27日、アトラス21）他出演:広末奈緒、小沢まどか、白石ことこ
- ビージーン 21（3月5日、桃太郎映像出版）
- デジタルコカン（5月1日、マルクス兄弟）他出演:吉井愛美
- フロム ハート 私のおうちでHしよ!（5月7日、桃太郎映像出版）
- 桃尻秘書（5月7日、桃太郎映像出版）
- 麗しの秘書ペット（6月3日、ドリームチケット）
- 淫・崩壊 猟奇の館シリーズ 最終章 〜淫らな赤い誘惑〜（6月25日、桃太郎映像出版）
- イキまくり後藤まみスペシャル（6月25日、桃太郎映像出版）
- あこがれ（7月15日、オーロラプロジェクト）
- 絶叫!ゴマミの猥褻3話（7月16日、桃太郎映像出版）
- NYMPH ＆ VENUS（7月16日、オーロラ・プロジェクト）共演:宮地奈々
- 後藤まみの超高級風俗体験（8月5日、SODクリエイト）
- 絶叫 エクスタシー（8月6日、桃太郎映像出版）
- 夏・VIP 〜通常版〜（8月6日、ワープエンタテインメント）共演:飯沢もも、今井つかさ
- ウェイトレス淫辱レイプ 危険なバイト事情（8月8日、アタッカーズ）共演:中山りお
- BEST 4時間（10月27日、アトラス21）
- Slave ＆ Master（11月5日、桃太郎映像出版）
- 美しい痴女の接吻とセックス（11月10日、ドグマ）
- 酔娘伝 9（11月19日、桃太郎映像出版）他出演:麻倉ほのか、美咲彩

2005年
- 今までそのAVアイドル達がNGだったことをやっていただくぜっ!!（4月20日、ホットエンターテイメント）他出演:藤森かおり、美咲あや
- 未公開いやらしい映像! 接吻と手コキで楽しんで男を追いつめ射精させる美しい痴女たちスペシャル!!（5月19日、ドグマ）他出演:小泉キラリ、朝比奈ゆい、麻倉ほのか
- ふたなりズム（7月15日、ドグマ）他出演:青木玲、田中梨子、小泉キラリ、渡瀬晶、朝比奈ゆい、黒崎扇菜
- 後藤まみの表に出せないビデオのDVD（10月15日、エイチ・エス映像）